# Jerónimo Bucero
Jerónimo Bucero Miguel (nacido el 29 de marzo de 1973 en Madrid, Comunidad de Madrid)  es un exjugador de baloncesto español. Con 1.98 de estatura, su puesto natural en la cancha era el de alero. 

## Trayectoria
- Cantera Colegio Decroly Madrid.
- Real Madrid. Categorías inferiores.
- 1991-93 CB Guadalajara.
- 1993-97 Manhattan College.
- 1997-98 Cáceres CB.
- 1998-99 Club Bàsquet Girona.
- 1999-00  Benfica Lisboa.
- 2000-02  UD Oliveriense.